# Bulgarischer Fußballpokal 2013/14
Der Bulgarischer Fußballpokal 2013/14 war die 74. Austragung des Pokalwettbewerbs im Fußball in Bulgarien. Pokalsieger wurde Ludogorez Rasgrad. Das Team setzte sich im Finale gegen Botew Plowdiw durch. Da Ludogorez durch den Meistertitel bereits für die UEFA Champions League qualifiziert war, nahm der unterlegene Finalist an der UEFA Europa League 2014/15 teil.

## Modus
Bis auf das Finale wurde in jeder Runde der Sieger in Hin- und Rückspiel ermittelt. Bei Torgleichheit entschied zunächst die Anzahl der auswärts erzielten Tore, danach eine Verlängerung und falls erforderlich ein Elfmeterschießen.

## Teilnehmer
| A Grupa (14) | B Grupa (14) | Regionalcup (4) |
| --- | --- | --- |
| - Beroe Stara Sagora - Botew Plowdiw - Lewski Sofia - Litex Lowetsch - FK Ljubimez 2007 - Lokomotive Plowdiw - Lokomotive Sofia - Ludogorez Rasgrad - Neftochimik Burgas - FC Pirin Goze Deltschew - Slawia Sofia - Tscherno More Warna - FC Tschernomorez Burgas - ZSKA Sofia | - Akademik Swischtow - FC Bansko - FC Botew Galabowo - FC Botew Wraza - FK Chaskowo - PFC Dobrudscha Dobritsch - FC Dunaw Russe - Kaliakra Kawarna - Marek Dupniza - PFK Montana - FC Pirin Raslog - FC Rakowski 2001 - Spartak Warna - Witoscha Bistriza | Nordwest Gruppe: - Widima-Rakowski Sewliewo (III) Nordost Gruppe: - FK Shumen 2010 (III) Südwest Gruppe: - Oborischte Panagjurischte (III) Südost Gruppe: - FC Sosopol (III) |

## 1. Runde
| Datum             |                                 | Gesamt          |                                | Hinspiel | Rückspiel |
| ----------------- | ------------------------------- | --------------- | ------------------------------ | -------- | --------- |
| 17.09./12.10.2013 | ZSKA Sofia (I)                  | 7:3             | FK Chaskowo (II)               | 6:2      | 1:1       |
| 18.09./09.10.2013 | FK Shumen 2010 (III)            | 00:13           | FC Tschernomorez Burgas (I)    | 0:4      | 0:9       |
| 18.09./10.10.2013 | Beroe Stara Sagora (I)          | 8:2             | Widima-Rakowski Sewliewo (III) | 3:0      | 5:2       |
| 18.09./12.10.2013 | FC Botew Galabowo (II)          | 1:2             | FC Rakowski 2001 (II)          | 1:0      | 0:2 n. V. |
| 18.09./12.10.2013 | FC Botew Wraza (II)             | 1:1 (2:4 i. E.) | PFK Montana (II)               | 1:0      | 0:1 n. V. |
| 18.09./12.10.2013 | Botew Plowdiw (I)               | 9:0             | Neftochimik Burgas (I)         | 6:0      | 3:0       |
| 18.09./12.10.2013 | Slawia Sofia (I)                | 8:1             | FC Pirin Raslog (II)           | 4:0      | 4:1       |
| 18.09./12.10.2013 | Marek Dupniza (II)              | 0:2             | Tscherno More Warna (I)        | 0:0      | 0:2       |
| 18.09./12.10.2013 | Lewski Sofia (I)                | 9:0             | FC Pirin Goze Deltschew (I)    | 4:0      | 5:0       |
| 18.09./12.10.2013 | Litex Lowetsch (I)              | 8:3             | Spartak Warna (II)             | 5:1      | 3:2       |
| 18.09./12.10.2013 | Kaliakra Kawarna (II)           | 1:5             | Lokomotive Sofia (I)           | 1:2      | 0:3       |
| 18.09./13.10.2013 | FC Bansko (II)                  | 1:3             | Witoscha Bistriza (II)         | 1:1      | 0:2       |
| 18.09./13.10.2013 | FK Ljubimez 2007 (I)            | (a)1:1(a)       | Lokomotive Plowdiw (I)         | 1:1      | 0:0       |
| 18.09./23.10.2013 | Akademik Swischtow (II)         | 1:3             | FC Sosopol (III)               | 0:2      | 1:1       |
| 18.09./23.10.2013 | Oborischte Panagjurischte (III) | 2:3             | PFC Dobrudscha Dobritsch (II)  | 2:2      | 0:1       |
| 09.10./12.10.2013 | Ludogorez Rasgrad (I)           | 6:2             | FC Dunaw Russe (II)            | 4:1      | 2:1       |

## Achtelfinale
| Datum             |                         | Gesamt          |                               | Hinspiel | Rückspiel |
| ----------------- | ----------------------- | --------------- | ----------------------------- | -------- | --------- |
| 06.11./15.11.2013 | Lokomotive Sofia (I)    | 3:2             | Slawia Sofia (I)              | 1:2      | 2:0       |
| 06.11./19.11.2013 | FC Sosopol (III)        | 1:8             | Litex Lowetsch (I)            | 1:2      | 0:6       |
| 07.11./16.11.2013 | Lokomotive Plowdiw (I)  | 5:1             | Witoscha Bistriza (II)        | 5:0      | 0:1       |
| 07.11./17.11.2013 | Tscherno More Warna (I) | 0:1             | Botew Plowdiw (I)             | 0:0      | 0:1       |
| 13.11./17.11.2013 | PFK Montana (II)        | 2:3             | FC Tschernomorez Burgas (I)   | 1:3      | 1:0       |
| 14.11./17.11.2013 | Ludogorez Rasgrad (I)   | 3:2             | Beroe Stara Sagora (I)        | 2:1      | 1:1       |
| 16.11./23.11.2013 | FC Rakowski 2001 (II)   | 1:5             | PFC Dobrudscha Dobritsch (II) | 1:1      | 0:4       |
| 16.11./19.12.2013 | ZSKA Sofia (I)          | 0:0 (6:7 i. E.) | Lewski Sofia (I)              | 0:0      | 0:0 n. V. |

## Viertelfinale
| Datum             |                               | Gesamt    |                             | Hinspiel | Rückspiel |
| ----------------- | ----------------------------- | --------- | --------------------------- | -------- | --------- |
| 12.03./19.03.2014 | Lewski Sofia (I)              | (a)3:3(a) | Botew Plowdiw (I)           | 3:1      | 0:2       |
| 12.03./20.03.2014 | PFC Dobrudscha Dobritsch (II) | 0:5       | Lokomotive Plowdiw (I)      | 0:3      | 0:2       |
| 13.03./19.03.2014 | Lokomotive Sofia (I)          | 4:2       | FC Tschernomorez Burgas (I) | 1:0      | 3:2       |
| 16.03./02.04.2014 | Litex Lowetsch (I)            | 2:4       | Ludogorez Rasgrad (I)       | 1:2      | 1:2       |

## Halbfinale
| Datum             |                       | Gesamt |                        | Hinspiel | Rückspiel |
| ----------------- | --------------------- | ------ | ---------------------- | -------- | --------- |
| 16.04./23.04.2014 | Ludogorez Rasgrad (I) | 2:1    | Lokomotive Plowdiw (I) | 2:0      | 0:1       |
| 16.04./23.04.2014 | Botew Plowdiw (I)     | 4:1    | Lokomotive Sofia (I)   | 3:1      | 1:0       |

## Finale
| Paarung           | Botew Plowdiw – Ludogorez Rasgrad |
| Ergebnis          | 0:1 (0:0) |
| Datum             | 15. Mai 2014 |
| Stadion           | Lasur-Stadion, Burgas |
| Zuschauer         | 13.250 |
| Schiedsrichter    | Georgi Jordanow |
| Tore              | 0:1 Roman Bezjak (58.) |
| Botew Plowdiw     | Adam Stachowiak – Jordan Christow , Civard Sprockel, Srdjan Luchin, Wesselin Minew – Alexandru Curtean (62. Luís Pedro), Tomáš Jirsák, Marijan Ognjanow (75. Vander Vieira), Anicet Abel – Hamza Younés, Férébory Doré (88. Iwan Zwetkow) Cheftrainer: Stanimir Stoilow          |
| Ludogorez Rasgrad | Wladislaw Stojanow – Júnior Caiçara, Georgi Tersiew, Cosmin Moți, Jordan Minew – Swetoslaw Djakow , Marcelinho (88. Christo Slatinski), Fábio Espinho – Michail Aleksandrow, Roman Bezjak (90. Juninho Quixadá), Virgil Misidjan (72. Jeroen Lumu) Cheftrainer: Stojtscho Stojew |
| Gelbe Karten      | Wesselin Minew, Tomáš Jirsák, Férébory Doré, Hamza Younés, Srdjan Luchin – Michail Aleksandrow, Fábio Espinho, Roman Bezjak, Júnior Caiçara |
| Platzverweise     | Vander Vieira (90.+2') – keine |